# カヴァナント
『カヴァナント』（Covenant）は、フロリダ州のデスメタル・バンド、モービッド・エンジェルによる3作目のスタジオ・アルバム。1993年6月22日、イヤーエイク・レコードからリリースされた。

## 音楽性
このアルバムの歌詞は、デヴィッド・ヴィンセントが作成したもので、神秘的な悪魔主義、シュメールの宗教、ニーチェの哲学など、オカルト、神話、悪魔のテーマに重点を置いている。ギタリストのトレイ・アザトースは複雑で高度に離調されたリフを演奏し、一部に超高速のピッキング・スタイルを使用し、その他はより遅いグルーブで演奏する。ドラムのピート・サンドヴァルはジャンルで最速の部類であり、ジャックハンマー・スタイルはモービッド・エンジェルのコアサウンドを完成させた。バンドの奇妙で刻々と変化する拍子は、溝の余地をほとんど残さない。

## レコーディング
契約は、モービッド・エンジェルとフレミング・ラスムッセンによって成された。フロリダ州タンパのモリサウンド・レコーディングでトム・モリスとフレミング・ラスムッセンによって録音された。デンマークのコペンハーゲンにあるスウィートサイレンス・スタジオでフレミング・ラスムッセンがミックスを行った。ラスムッセンは、メタリカで最も有名な3枚のアルバム『ライド・ザ・ライトニング』『メタル・マスター」』『メタル・ジャスティス』の制作を担当した。メタルハンマーとのインタビューで、デヴィッド・ヴィンセントは次の理由で彼がアルバムをミックスすることを選んだと説明した。「私たちは別のアプローチを望んでいたが、フレミングは一緒に仕事をする楽しみであることがわかった。 その上、彼は最初からそこにいた。 彼は予定よりも早く来たので、スタジオに入る前のリハーサルに参加することができた。 結局のところ、彼は特にドラムの鳴り方についてかなり細心の注意を払った。 その後、ボーカルとギターの両方を自分たちで行い、トレイと私はコペンハーゲンに行ってアルバムをミックスした」。
楽曲「Angel of Disease」は、もともと1986年にデモ・アルバム『Abominations of Desolation』のために書かれたが、このアルバムために再録音された。『Abominations of Desolation』は1991年までリリースされなかった。アルバムのために書かれた最初の曲は、ヴィンセントがアルバムの残りの部分に「トーンを設定した」と主張するオープニング曲「Rapture」だった。エンディングの曲「God of Emptiness」は「まるで幻想のようなものだった。真夜中に目が覚める夢があり、その場で文字通りその曲を書いて、小さなテープレコーダーにアイデアをぶつけた」。

## 収録曲
| 全作詞: デヴィッド・ヴィンセント、全作曲: トレイ・アザトース。 |                                       |                          |                    |      |
| #                                                              | タイトル                              | 作詞                     | 作曲・編曲         | 時間 |
| 1.                                                             | 「Rapture」                           | デヴィッド・ヴィンセント | トレイ・アザトース | 4:17 |
| 2.                                                             | 「Pain Divine」                       | デヴィッド・ヴィンセント | トレイ・アザトース | 3:58 |
| 3.                                                             | 「World of Shit (The Promised Land)」 | デヴィッド・ヴィンセント | トレイ・アザトース | 3:20 |
| 4.                                                             | 「Vengeance Is Mine」                 | デヴィッド・ヴィンセント | トレイ・アザトース | 3:15 |
| 5.                                                             | 「Lion's Den」                        | デヴィッド・ヴィンセント | トレイ・アザトース | 4:45 |
| 6.                                                             | 「Blood on My Hands」                 | デヴィッド・ヴィンセント | トレイ・アザトース | 3:43 |
| 7.                                                             | 「Angel of Disease」                  | デヴィッド・ヴィンセント | トレイ・アザトース | 6:15 |
| 8.                                                             | 「Sworn to the Black」                | デヴィッド・ヴィンセント | トレイ・アザトース | 4:01 |
| 9.                                                             | 「Nar Mattaru」(instrumental)         | デヴィッド・ヴィンセント | トレイ・アザトース | 2:06 |
| 10.                                                            | 「God of Emptiness」                  | デヴィッド・ヴィンセント | トレイ・アザトース | 5:27 |

## 参加メンバー
- デヴィッド・ヴィンセント - ベース、ボーカル
- トレイ・アザトース - ギター、キーボード
- ピート・サンドヴァル - ドラム